# Маркезини, Бруна
Бруна Реис Майя Маркезини (порт. Bruna Reis Maia Marquezine, род. 4 августа 1995) — бразильская актриса театра и кино, фотомодель, телеведущая.

## Биография

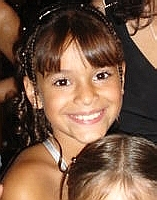

Родители Неида и Тельмо Маркезини, сестра Луана (2002). С детства готовила себя к актёрской карьере. В возрасте пяти лет начала работать как модель. Считает началом своей модельной карьеры 2002 год — участие в показе «Военная полиция» на вручении премий в Каннах. Училась в детской актёрской школе в Рио-де-Жанейро при телекомпании «Глобу». В возрасте восьми лет снялась в теленовелле «Женщины в любви» в роли сироты Салети — её первая крупная роль, что принесло ей широкую популярность. Так же за эту роль Бруна получила премию Contigo! 2004, как самая молодая и талантливая драматическая киноактриса. Была неоднократно номинирована за свои кино и театральные работы.
В 2003 году была выбрана лицом обувной компании Pampili, за которой последовало её участие в рекламных роликах, фотографий в журналах и т. д. Принимала участие во многих театральных, кино и телепроектах, модельных показах, рекламных кампаниях таких марок, как Bicho Comeu, TDM, GlitzMania, Pestalozzi, SendaS, MC Donald’s, Turma da Mel — лицом которой она является. Также Бруна занимается классической хореографией.

## Личная жизнь
С 2012 года встречалась с бразильским футболистом Неймаром, выступающим за «ПСЖ» и сборную Бразилии. В 2014 году они расстались.
С 2014 года встречалась с Марлоном Тейшейра. В 2015 году они расстались.
На фестивале Rock in Rio актриса была замечена с Маурисио Дестри в обнимку. Ходят слухи, что пара встречается, но пока официальных подтверждений не было.
В 2016 Бруна и бразильский футболист Неймар возобновили свои отношения и практически все время проводят вместе на двух континентах. Сообщение от Agora de Sao Paulo, якобы о предложении руки и сердца, оказалось ложным, что подтвердили и Неймар, и Бруна. Они расстались по обоюдному согласию. Неймар пожелал ей найти свое счастье, того самого, добавив, что это последний раз, когда он публично говорит о своей личной жизни. Данное расставание для них, казалось окончательным.
В 2017 году в социальной сети "Instagram" у Неймара и Бруны стали появляться совместные фотографии. Они снова состоят в отношениях.
В 2018 году спустя 3 месяца после Чемпионата мира по футболу Бруна и Неймар расстались и сейчас оба не состоят в отношениях.

## Фильмография

### Теленовеллы
- 2003 Женщины в любви —  Салети
- 2005 Америка —  Флор (Мария Флор)
- 2006 Змеи и ящерицы —  Лурдинья
- 2007—2008 Запретное желание[англ.] —  Мария Аугуста
- 2008 Бизнес по-китайски (Negycio da China) —  Флор де Лис Силвестре
- 2010 Арагуая — Терезинья де Жезус
- 2011 Тот поцелуй — Белезинья
- 2012 Спаси меня, Святой Георгий —  Лурдинья
- 2014 В семье[англ.] —  Элена в молодости / Луиза
- 2015 Я люблю Параисополис — Маризети
- 2016 Ничего не будет как прежде — Беатрис
- 2018 Боже, храни короля — Катарина

### Телесериалы
- 2002 Орден жёлтого дятла (Sítio do Pica-Pau Amarelo) — Флоринда
- 2002—2004 Невинные люди (детская передача) — Бруна
- 2004 Орден жёлтого дятла (Sítio do Pica-Pau Amarelo) — Жажале / Марина
- 2007 Тяжелый груз (Carga Pesada) — Алини
- 2007 Amazonia, de Galvez a Chico Mendes —  Андреса де Соуза Пиньейру

### Кинематограф
- 2003 «Xuxa em Abracadabra» — Мария
- 2004 «Xuxa e o Tesouro da Cidade Perdida» — Утро
- 2005 «Еще раз любовь (Mais Uma Vez Amor)» — Марианна (Мари)
- 2009 «Flordelis — Basta uma Palavra para Mudar» — Раяни
- 2013 «Xphobia» — Саманта
- 2015 «Бог — один» — продавщица
- 2019 «Vou Nadar até Você» — Офелия
- 2023 «Синий Жук» — Дженни Корд

### Роли в театре
- 2003 Cosquinha

### Музыкальные видеоклипы
- 2002 Xuxa Só Para Baixinhos 3
- 2004 Xuxa Só Para Baixinhos 5
- 2015 Amei Te Ver

## Награды и премии
- 2003 — Бразильская Премия Качества — лучшая актриса-открытие, за роль сироты Салети в теленовелле Женщины в любви
- 2003 — Premio Maria Clara de Teatro — за участие в театральном проекте Cosquinha
- 2003 — Premio Conta Mais
- 2004 — 6 Премия «Contigo» — лучшая детская роль в теленовелле Женщины в любви
- 2005 — Медаль Tiradentes — за роль слепой девочки в теленовелле Америка
- 2005 — Диплом ABL — за роль в теленовелле Америка
- 2005 — Trofeu Imprensa — Atriz Revelacao
- 2005 — 8 Премия «Contigo» — номинирована за роль Марии Флор в теленовелле Америка
- 2006 — 9 Премия «Contigo» — номинирована за роль Лурдиньи в теленовелле Змеи и ящерицы
- 2009 — Trofeu Imprensa — Atriz Revelacao
- 2009 — Melhores do Ano no Domingão do Faustão — Flor de Lys Silvestre de Negócio da China